# Miroslav Goldberger

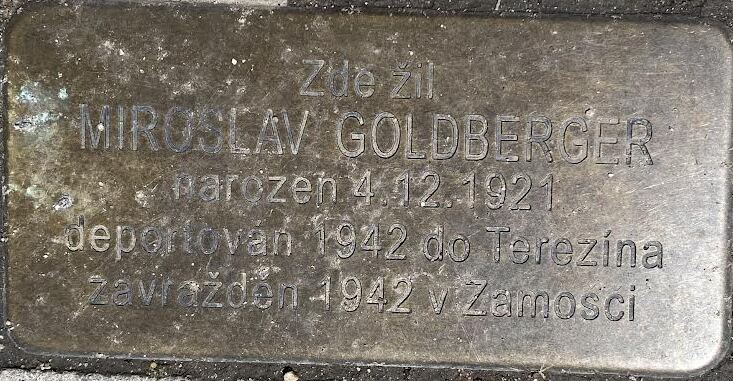
Kámen zmizelých Miroslava Goldbergera, Kralupy nad Vltavou

Miroslav Goldberger (4. prosince 1921, Kralupy nad Vltavou – 1942, ghetto Zámostí nebo vyhlazovací tábor Belzec) byl židovský skaut a oběť holokaustu. Kámen zmizelých připomínající jeho osud byl instalován 7. března 2024 v Přemyslově ulici č. p. 359 jako vůbec první kámen zmizelých v Kralupech nad Vltavou.

## Život
Miroslav Goldberger se narodil 4. prosince 1921 v Kralupech nad Vltavou. Byl aktivním členem místního skautského oddílu a mezi přáteli znám pod přezdívkou Sláva. Kralupský skauting podporoval finančně i v době, kdy s rodiči bydlel v Praze na Smíchově. Finanční prostředky mu vzhledem k jeho věku (pouhých 14 let) nejspíše obstarávala jeho movitá rodina. Jeho rodina měla silné vazby na město – prarodiče z matčiny strany (Josef – nar. 20. 9. 1862 a Emilie – nar. 9. 11. 1861 Traubovi). Rodina Traubova, zde provozovali obchod s kůžemi v domě č. p. 359 v Přemyslově ulici. Vyráběli ševcovské potřeby a vyřezávali podle vzoru kůže na boty. Vzhledem k těmto vazbám ve městě často trávil čas.
V roce 1942 byl Miroslav Goldberger s rodinou deportován do terezínského ghetta a následně do nacistických koncentračních táborů. Zemřel téhož roku v polském táboře v Zamości ve věku 20 let. Stejný osud postihl i další členy jeho rodiny, kteří zahynuli v koncentračních táborech v Německu a Polsku.

## Kameny zmizelých

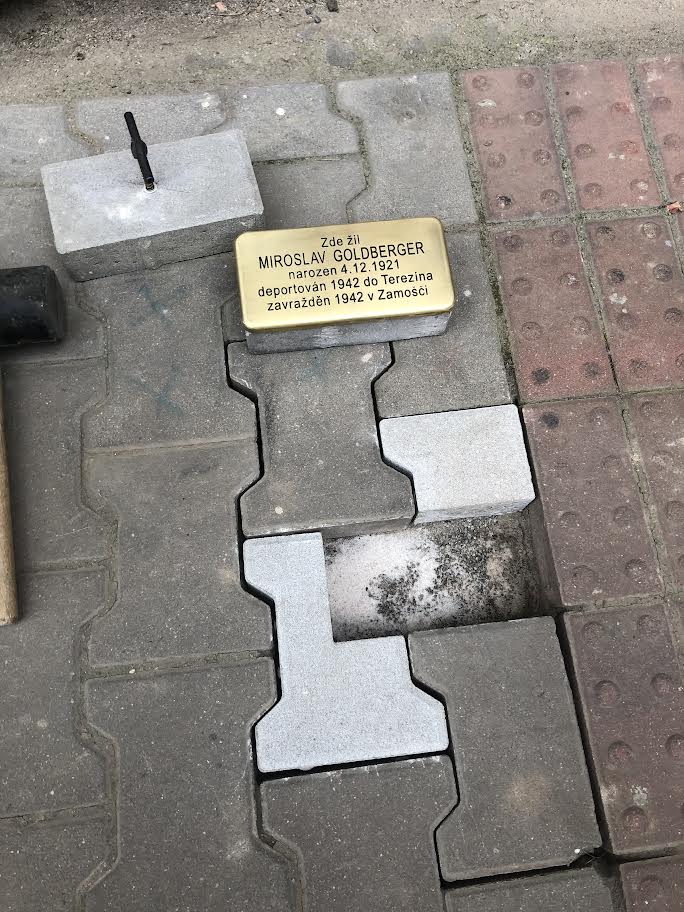
instalace kamene, 7. 3. 2024

Kameny zmizelých (německy Stolpersteine) jsou mezinárodní projekt německého umělce Güntera Demniga, který vznikl v 90. letech 20. století. Cílem projektu je připomínat jednotlivé oběti nacistického režimu přímo v místech, kde žily nebo působily. Jedná se o malé mosazné dlaždice zapuštěné do chodníku, na nichž jsou vyryty základní údaje o oběti – jméno, rok narození, místo deportace a úmrtí.
Kámen zmizelých na památku Miroslava Goldbergera byl slavnostně odhalen 7. března 2024. Nachází se před domem v Přemyslově ulici č. p. 359, kde v minulosti žili jeho prarodiče. Instalace kamene je výsledkem spolupráce místních iniciativ a představuje důležitý krok v připomínání historie židovských obyvatel Kralup nad Vltavou. Celá akce proběhla za přítomnosti místního skautského oddílu, který na Slávovu počest zazpíval junáckou hymnu. Akce byla poté doplněna doprovodným programem v tematice holokaustu a židovského umění v prostorách městského muzea.